# Френк Леслі

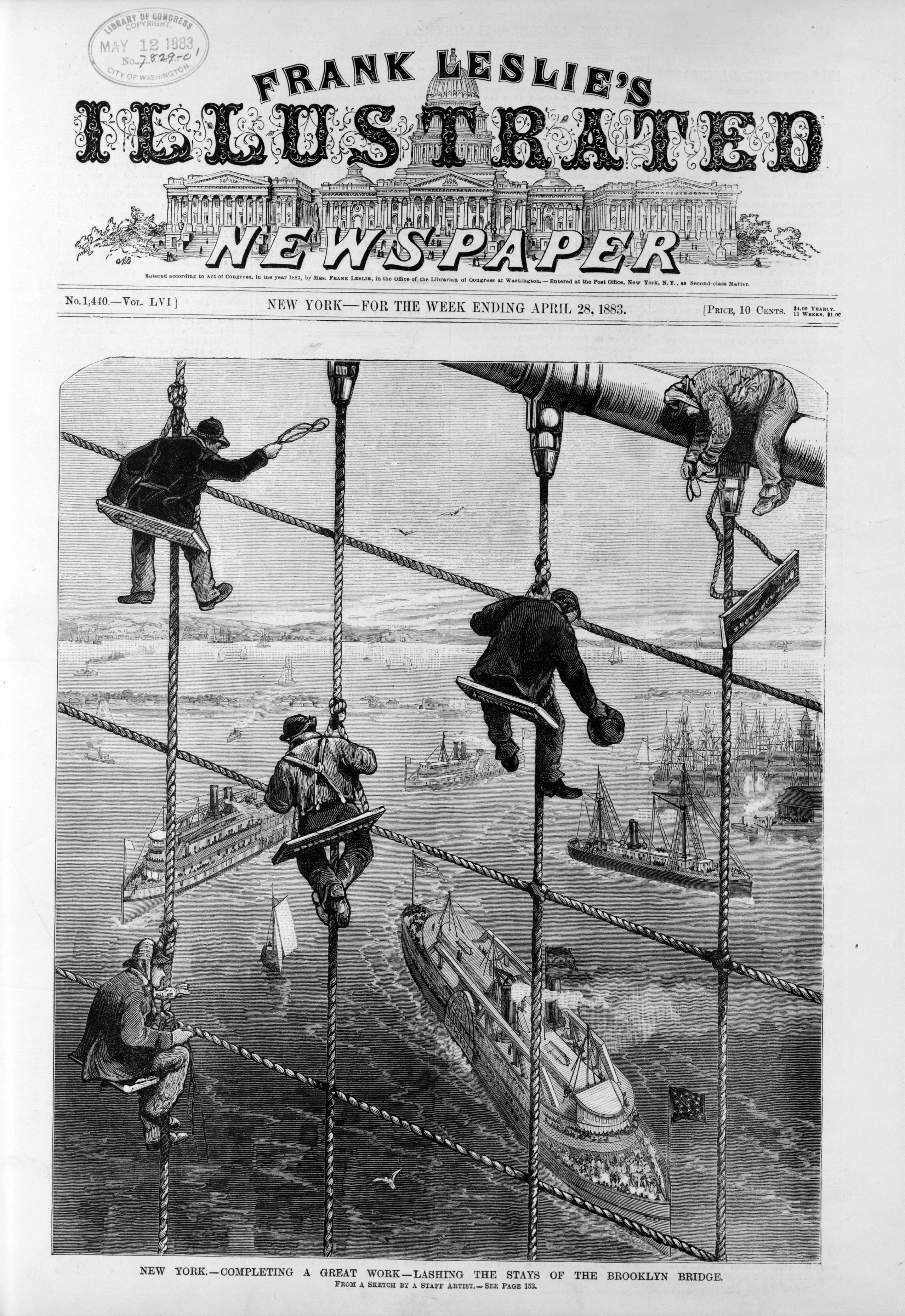
Будівництво Бруклінського моста, Frank Leslie's illustrated newspaper, 28 квітня 1883

Фре́нк Ле́слі ( справжнє ім'я  Генрі Картер) (англ. Frank Leslie; 29 березня 1821, Іпсвіч — 10 січня 1880, Нью-Йорк) — відомий англійський і американський художник — гравер, видавець, активний ілюстратор громадянської війни в США 1861—1865. Видавав відому «Ілюстровану газету Френка Леслі».

## Біографія

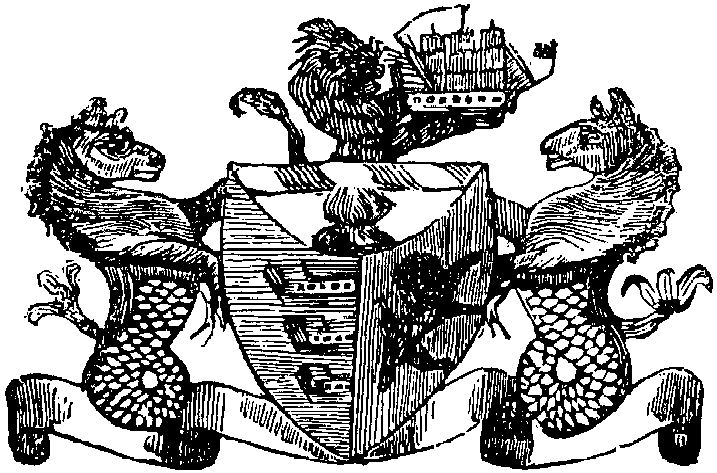
Перша дерев'яна гравюра Френка Леслі — герб Іпсвіча

Генрі Картер, згодом взяв псевдонім Френк Леслі, народився в містечку Іпсвіч в графстві Суффолк в Англії, в родині виробника рукавичок Джозефа Картера. Ще в школі хлопчик проявив себе як талановитий художник, і до підліткового віку досяг у своєму вмінні професії гравера. Так, в тринадцять років Генрі зробив з дерева гравюру герба свого рідного міста Іпсвіч, за що отримав похвалу від свого вчителя.
Довгий час працював в редакції тижневика «Іллюстрейтед Лондон Ньюс». В 1848 року, на піку європейських революцій, емігрував в США, де протягом року працював під уже під псевдонімом Френк Леслі.
В 1855 році в Нью-Йорку заснував вельми популярне видання «Френк Лесліз іллюстрейтед ньюспейпер». Пік популярності газети припав на час Громадянської війни, коли Леслі розіслав кілька десятків художників для замальовок бойових дій з натури. Велика кількість чудових за якістю гравюр газети мають зараз безпосередню історичну цінність.
Платив дуже великі гонорари — кожен журналіст та ілюстратор в США мріяв друкуватися в його виданнях.
В 1877 році розорився, в 1880 році помер у Нью-Йорку від пухлини в горлі. Його дружина, видавець феміністського журналу «Френк Лесліз Ледіз Джорнел», після фінансового краху не тільки відновила популярність «Ілюстрованої газети Френка Леслі», а й збільшила її.
Найпопулярніший в Росії до революції ілюстрований журнал Нива,  почав видаватися Адольфом Марксом в 1868 році, багато в чому орієнтувався на зовнішній вигляд і зміст газети Леслі[джерело?].

## В літературі
- Гор Відал, 1876 (роман).
- Джек Фінней, Між двох часів.